# 小行星5441
小行星5441（英語：5441）是一颗围绕太阳公转的小行星。1991年5月8日，罗伯特·H·麦克诺特在赛丁泉山发现了此天体。
这颗小行星的绝对星等为138.9711536868446等。